# Сухой Яр (Одесская область)
Сухой Яр (укр. Сухий Яр; до 2024 года — Сухой Овраг) — село, относится к Берёзовскому району Одесской области Украины.
Население по переписи 2001 года составляло 101 человек. Почтовый индекс — 67010. Телефонный код — 8-04857. Занимает площадь 0,67 км². Код КОАТУУ — 5123580406.

## Местный совет
67010, Одесская обл., Берёзовский р-н, с. Алексеевка, ул. Ленина